# Хенри Шрапнел
Хенри Скроуп Шрапнел (на английски: Henry Scrope Shrapnel) е английски офицер (генерал-лейтенант) и изобретател.
Роден е на 3 юни 1761 година в имение в Брадфорд он Ейвън, Уилтшър. Служи в артилерията и още като младши офицер през 1784 година разработва по собствена инициатива фрагментиращи се артилерийски боеприпаси, които по-късно получават неговото име – шрапнелите. Те са приложени за пръв път с успех през 1804 година в Суринам, което му донася бърз напредък в кариерата, като през 1837 година достига до званието генерал-лейтенант.
Хенри Шрапнел умира на 13 март 1840 година в Саутхамптън.